# 今野一雄
今野 一雄（こんの かずお、1908年 - 1992年）は、日本のフランス語の翻訳家。
東京生まれ。アテネ・フランセで学ぶ。会社勤務をしながらフランス文学を学び、ルソーなどを翻訳する。一橋大学非常勤講師などを務めた。

## 著書
- 『たのしいフランス語研究室 エレガントな翻訳』紀伊國屋書店、1959
- 『ルソーとの散歩』白水社、1980

### 翻訳
- アンリ・ペリュショ『ゴッホの生涯』森有正共訳　紀伊國屋書店、1958
- シャルル・ペロー『眠りの森の王女 ペローむかしばなし』角川文庫、1959
- ルソー『孤独な散歩者の夢想』岩波文庫、1960
- J.クレサンジュ『女が小説を書くとき』紀伊國屋書店、1961
- ルソー『エミール』上中下、岩波文庫、1962－63、ワイド版1994
- シモーヌ・ファビアン『母と子の世界』筑摩書房グリーンベルト・シリーズ、1963
- アントワーヌ・アダン『フランス古典劇』白水社 文庫クセジュ、1971
- ラ・フォンテーヌ『寓話』岩波文庫、1972
- カール・ヴェルリンデン『コロンブス』白水社 文庫クセジュ、1972
- ルソー『演劇について ダランベールへの手紙』岩波文庫、1979
- アラン・ニデール『ラシーヌと古典悲劇』白水社 文庫クセジュ、1982
- 『ペローの昔ばなし』ギュスターヴ・ドレ插画 白水社、1984。白水Uブックス 2007